# R (Film)
R ist ein dänisches Gefängnis-Drama von Tobias Lindholm und Michael Noer aus dem Jahr 2010. Der Film, nach den Prinzipien von Dogma 95 konzipiert, zeigt die Geschichte des dänischen Kriminellen Rune, der ins Gefängnis eingeliefert wird und versucht zu überleben, indem er Drogen schmuggelt. Der Film war nicht nur ein Kritikererfolg, er wurde auch in acht Kategorien des renommierten dänischen Filmpreises Robert nominiert und ausgezeichnet. Außerdem trat er durch seine realistische Darstellung eine Debatte in Dänemark über die Justiz los.

## Handlung
Der dänische Kriminelle Rune muss für zwei Jahre ins „Horsens Staatsgefängnis“ und wird dort bereits von einigen Häftlingen erwartet, die ihm sofort mit Gewalt drohen, sofern er nicht bestimmte Gefälligkeiten für sie erledigt. So soll er einen Albaner überfallen und zusammenschlagen. Doch nachdem er ihn im Treppenhaus überfallen und aggressiv zusammengeschlagen hat, hören die Repressalien gegen ihn nicht auf. Von den Wächtern wird er als Tatverdächtiger festgenommen und muss für drei Tage in Isolationshaft, aber er hält still und verrät nichts, weder dass er der Täter noch wer der Auftraggeber war. Aber auch anschließend ändert sich nicht viel für ihn und er wird von den Insassen gedemütigt und drangsaliert. Er wehrt sich dabei nicht und wird ein geduldiger Diener von Carsten und „Mureren“ (in der deutschen Synchronisation „Der Maurer“ genannt).
Während der Küchenarbeit lernt er den jungen Nordafrikaner Rashid kennen und beide freunden sich nach anfänglicher Distanz an. Da Rune auch als Putzkraft das Gefängnis sauber hält, findet er eines Tages eine Möglichkeit, mit dem anderen Zellentrakt der Muslime Gegenstände zu transportieren. Rashid wird dabei seine Kontaktperson im anderen Zellentrakt. Und da der Drogenhandel zwischen den Dänen und den Muslimen von den Wärtern unterbunden wurde, steigt er als Kurier ein und sichert sich im Gegensatz dazu bestimmte Sonderrechte. Er steht fortan unter dem Schutz von Carsten, bekommt eine bessere Zelle, wird nicht mehr gedemütigt und darf an den sozialen Aktivitäten der anderen Insassen teilnehmen.
Doch die Muslime, insbesondere der Libanese Bazhir, bekommen mit, wie die beiden ihren Drogenaustausch vollführen und bringen ihn unter ihre Kontrolle. So verlangt Bazhir von Rune, dass dieser fortan nur noch mit ihm Geschäfte machen soll. Aber bereits nach dem ersten Geschäft weigert sich Bazhir zu bezahlen, was Rune enorm unter Druck setzt, hat er doch für die Drogen bzw. für die Bezahlung bürgen müssen. Er schuldet den Dänen nun eine enorme Summe an Geld, da er dieses Mal die dreifache Menge hat schmuggeln sollen. Und so geht er während des Freigangs auf Bazhir los und verlangt sein Geld, aber dieser weigert sich und prügelt auf ihn ein, sodass im Endeffekt Rune erneut in Einzelhaft gesteckt wird. Und als er wieder raus kommt, hat er selbstverständlich paranoide Angst vor dem, was passieren könnte, hat er doch schließlich nicht das Geld für die Dänen besorgen können. Aber dass ihn sein Freund Rashid in eine Falle lockt, wo er von dem „Albaner“ und „Mureren“ zusammengeschlagen und erstochen wird, hat er nicht kommen sehen.
Daraufhin wird Rashid als erster von den Wärtern verhört. Aber er verrät nichts. Und die anderen Gefangenen bauen Druck auf ihn auf und drohen ihm. Einige sehen in ihm einen potentiellen Verräter und andere wiederum jemanden, der bereits etwas verraten hat. Aber Bazhir bringt ihn wieder auf Linie und fordert von ihm, dass er wieder anfängt, Drogen zu schmuggeln. Aber nach einem emotionalen Besuch seiner Familie will er gestehen und geht zum Wärter Kim und will ihm alles erzählen. Doch dieser will davon nichts wissen und meint, dass Rashid lediglich noch drei Monate hätte und sich gedulden solle. Doch Rashid kann nicht und gesteht, wer Rune getötet hat. Als Bazhir dies am nächsten Morgen mitbekommt, lässt er ihn verprügeln und überschüttet ihn mit einem „Morgenkaffee“, einer kochend heißen Flüssigkeit aus Olivenöl und Zucker.

## Hintergrund
Als Motivation für den Film gab Tobias Lindholm an, dass er überrascht war, nachdem ein Jugendfreund von ihm, der wegen kleinerer Drogendelikte im Gefängnis saß, Briefe an ihn schrieb und darin die Umstände in dänischen Gefängnissen schilderte. Allerdings schilderte er im Briefwechsel nicht, wie er sich dabei fühlte, sodass Lindholm, der 2007 noch auf der Filmhochschule war, anfing, an einer Filmidee zu arbeiten. Überrascht war er auch bei späteren Recherchen, dass die dänische Justiz die muslimischen Gefangenen in ihren Gefängnissen von den dänischen getrennt unterbringt. Während der Drehbuchentwicklung wurden dabei so viele ehemalige Häftlinge und Wärter wie möglich kontaktiert, etwa 75 an der Zahl, und ihre Geschichten und Erfahrungen gesammelt, um daraus eine Geschichte zu schreiben. Alle Geschehnisse während des Films sind somit wahre Begebenheiten, die lediglich für den Film angeglichen wurden.
Johan Philip Asbæk war der einzige professionelle Schauspieler im Film. Der Rest der Darsteller sind ehemalige Gefängnisinsassen und -wärter. Diese wurden speziell ausgesucht, um den Realismus in der Darstellung zu steigern.
Der Film führte anschließend zu einer größeren Debatte in Dänemark über die Verhältnisse in Gefängnissen.

## Auszeichnungen
- drei Auszeichnungen beim dänischen Filmpreis Bodil (Bester dänischer Film, Bester Hauptdarsteller und den Spezialpreis für Lindholm) sowie eine Nominierung für Roland Møller als Bester Nebendarsteller
- acht Auszeichnungen beim dänischen Filmpreis Robert (Bester dänischer Film, Beste Regie, Bester Hauptdarsteller, Beste Kamera, Bester Schnitt, Bestes Originaldrehbuch, Bester Sound, Beste Spezialeffekte)
- zwei Nominierungen bei den dänischen Zulu Awards für den Besten Film und für Johan Philip Asbæk als besten dänischen Schauspieler

## Veröffentlichung
R feierte seine Weltpremiere sowohl auf dem International Film Festival Rotterdam als auch auf dem Göteborg International Film Festival im Januar 2010, bevor er am 22. April 2010 im dänischen Kino anlief. Zuletzt wurde er am 17. Juni 2011 in den Vereinigten Staaten und am 26. August 2011 im Vereinigten Königreich in den Kinos veröffentlicht. Ein deutscher Kinostart ist bisher nicht geplant.

## Kritik
Ebbe Iversen verglich in der dänischen Tageszeitung Berlingske R mit dem französischen Drama Ein Prophet und meinte, dass R wegen seines „harten und depressiven Realismus [...] konsequenter sei“ und deswegen bei weitem nicht so „lang und holprig“ wirke. Er meinte auch, dass man wegen der „vulgären Umgangssprache [und] der krassen Darstellung einer harten und gefühllosen Welt“ versucht ist „niemals ins Gefängnis gehen zu wollen“.
In der dänischen Tageszeitung Jyllands-Posten lobte Katrine Sommer Boysen, dass der Film wegen seiner „zuverlässigen realistischen Darstellung [...] niemals den falschen Ton treffe.“ Außerdem lobte sie den Kameramann Magnus Nordenhof Jønck, der wunderbar die „paranoiden schmutzigen Gefängniskorridore“ zeigen könne.
Insbesondere durch die beiden unterschiedlichen Regisseure Tobias Lindholm, der aus dem Fiktion-Bereich kommt und Michael Noer, der aus dem Dokumentarfilmbereich kommt, bekäme der Film einen eigenen Charakter, meinte Jonas Varsted Kirkegaard von der linksliberalen dänischen Tageszeitung Dagbladet Information. Und durch den „furiosen unästhetischen“ Stil wirke es ständig so, als könne „jeden Moment die nächste Gewalt ausbrechen“. Und obwohl mit Fortschreiten des Films „das Konzept der Rehabilitation naiv erscheint“, sah es Kirkegaard als „grausam schwer“ an, wenn man ihn dafür als Beleg nutzen würde, „noch härtere Gefängnisstrafen zu fordern.“
Und obwohl es „einige Morde, schwere Schläge und Racherituale gäbe“ meinte Stephen Holden von der New York Times, sei R sehr weit weg von den schlimmsten Gefängnisfilmen, die jemals gedreht wurden und nicht mal so schlimm wie die amerikanischen Gefängnisdramen oder „die SM-Seifenoper Oz – Hölle hinter Gittern“.
Der dokumentarische Stil mit den „klaustrophobischen Nahaufnahmen“ fand Alissa Simon vom Variety-Magazin genauso gut, wie die Tatsache, dass die Figuren eher „erbärmlich als sympathisch“ dargestellt werden. Der Film weigere sich, die Figuren „zu romantisieren oder zu heroisieren und den Konventionen des Genres der Gefängnisfilme zu folgen.“ Es ginge auch viel weniger um „Gerechtigkeit oder Erlösung“, sondern einfach nur um Realität.
Obwohl Xan Brooks in der britischen Tageszeitung The Guardian bemängelte, dass R lediglich ein „opportunistischer Abklatsch“ des französischen Dramas Ein Prophet sei, lobte er die Konsequenz und den dokumentarischen Stil von Tobias Lindholm und Michael Noer.
In der schweizerischen Tageszeitung Aargauer Zeitung meinte Sven Zaugg, dass R „blasser Realismus“ sei, der „zumindest auf den ersten Blick“ gegenüber Ein Prophet und Cell 211 verblasse. Allerdings liege die Stärke des Films in der „Beiläufigkeit von [...] psychischer und physischer Gewalt“.